# بازار بوکان
بازار بوکان یا تاریک بازار یک بازار قدیمی و سرپوشیده در شهر بوکان واقع در آذربایجان غربی است. بنای اولیه این بازار در دورهٔ ناصرالدین شاه و در سال ۱۲۶۰ شمسی توسط سیف الدین خان مکری فرزند عزیزخان مکری احداث شده‌است.
در گذشته در مغازه‌های این بازار، عمدتاً کارهای سنتی و سلفی در آن صورت می‌گرفت و مکانی برای جوشکاری، لحیم کاری، کلیدسازی، قصابی، پارچه فروشی، خرده فروشی و مشاغلی از این دست بوده و اقلیت‌های مذهبی مختلفی در رونق این بازار مشارکت داشته‌اند. از مشکلات این بازار می‌توان به عایق و سقف فلزی آن اشاره کرد. تاریک بازار باتوجه قدمت آن به‌مانند بازارهای قدیمی ایران فاقد معماری سنتی است. این بازار یکی از بازارهای بزرگ سرپوشیده استان آذربایجان غربی است. بازار بوکان، دومین بازار در استان آذربایجان غربی از نظر تعداد صنوف به‌شمار می‌رود.